# The Swing
Albums de INXS
Shabooh Shoobah
(1982) Listen Like Thieves
(1985)
Singles
1. Original Sin
Sortie : décembre 1983

The Swing est le quatrième album studio du groupe pop rock australien INXS sorti en mai 1984.

## Historique
Produit notamment par Nile Rodgers, à qui on doit les succès du groupe Chic, The Swing est l'album de la consécration pour INXS après trois albums et plusieurs singles pour la plupart bien classés en Australie, puisqu'il est le premier à connaître une sortie internationale dans plusieurs pays, notamment en France (où il se classa à la 14e place des meilleures ventes) porté par le premier single extrait de l'album, Original Sin, qui rencontre un énorme succès sur le territoire français.

## Tracks
1. Original Sin – 5:19
2. Melting in the Sun – 3:25
3. I Send a Message – 3:24
4. Dancing on the Jetty – 4:34
5. The Swing – 3:52
6. Johnson's Aeroplane – 3:55
7. Love Is (What I Say) – 3:42
8. Face the Change – 3:34
9. Burn for You – 4:59
10. All the Voices – 6:06

## Classement
- Australie : #1
- France : #14